# Burgstall Neusitz

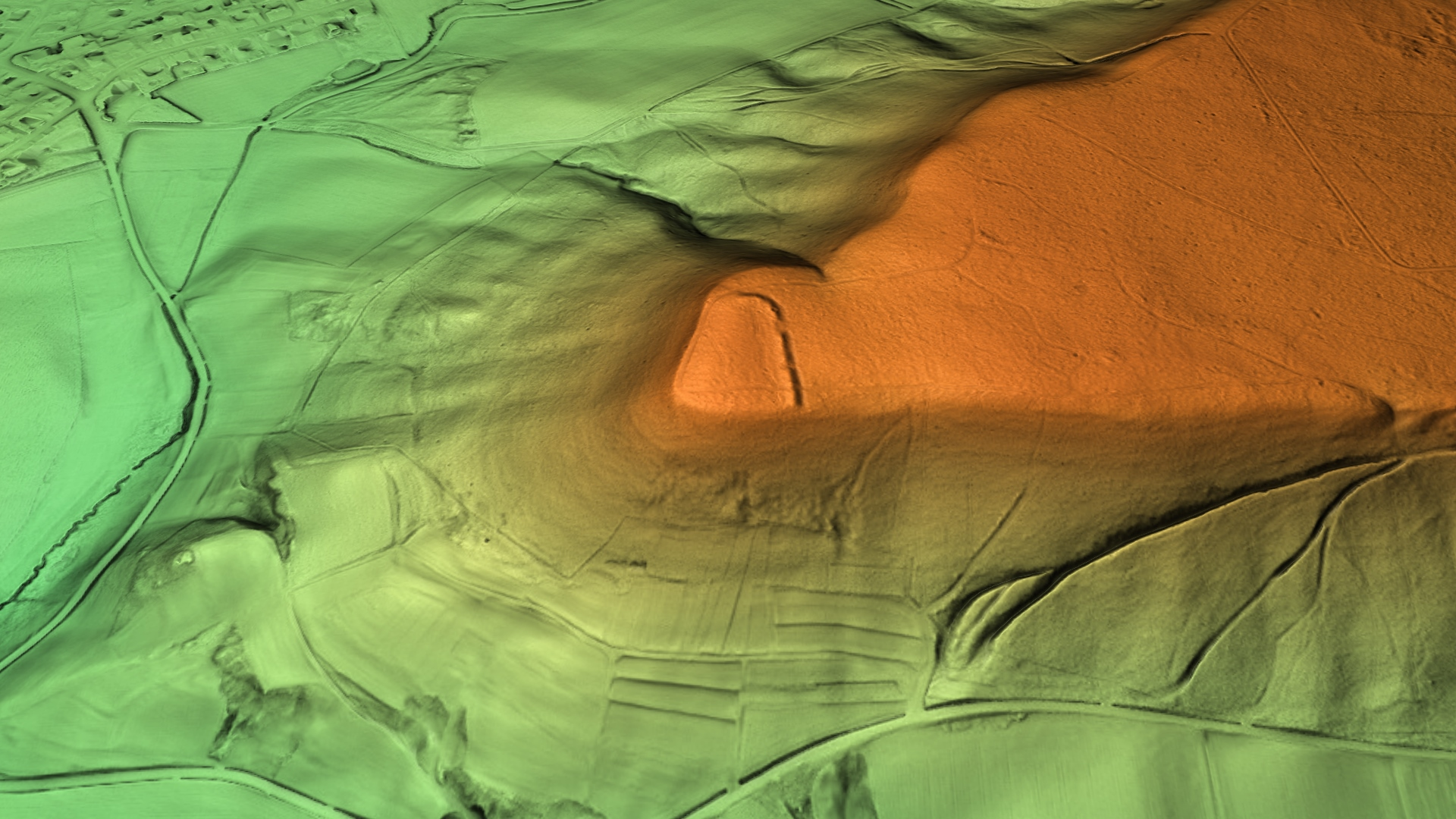
3D-Ansicht des digitalen Geländemodells

Der Burgstall Neusitz ist eine abgegangene mittelalterliche Höhenburg (Abschnittsbefestigung) auf 
dem 498 m ü. NHN hohen Schlossberg etwa 1100 Meter südöstlich der Kirche in Neusitz im Landkreis Ansbach in Bayern.
Von der ehemaligen Burganlage sind noch Wall- und Grabenreste erhalten.